# Tappeh Ţāq
Tappeh Ţāq (persiska: تپه طاق, Pazūk, Pathūk) är en ort i Iran.   Den ligger i provinsen Sydkhorasan, i den nordöstra delen av landet, 500 km öster om huvudstaden Teheran. Tappeh Ţāq ligger 1 227 meter över havet och antalet invånare är 392.
Terrängen runt Tappeh Ţāq är kuperad åt sydväst, men åt nordost är den platt. Terrängen runt Tappeh Ţāq sluttar norrut. Trakten runt Tappeh Ţāq är nära nog obefolkad, med mindre än två invånare per kvadratkilometer. Tappeh Ţāq är det största samhället i trakten. Trakten runt Tappeh Ţāq är ofruktbar med lite eller ingen växtlighet.